# 鈴木和夫 (実業家)
鈴木 和夫（すずき かずお、1920年9月27日 - 2011年1月18日）は、日本の経営者。凸版印刷社長を務めた。

## 来歴・人物
東京都出身。1944年に東京商科大学を卒業し、同年に凸版印刷に入社。1967年1月に取締役に就任し、1969年1月に常務、1971年1月に副社長を経て、1973年12月から1981年3月までに東京書籍社長を務めた。1978年8月に再び凸版印刷副社長に就任し、1981年2月には社長に昇格。1991年6月に会長に就任し、1993年6月に取締役相談役を経て、1998年6月に特別相談役に就任。
1985年4月に藍綬褒章を受章。
2011年1月18日に多臓器不全のために死去。90歳没。